# Willem de Groot
Willem de Groot (Delft, 10 de febrero de 1597-Delft, 12 de marzo de 1662), fue un jurista y escritor de los Países Bajos.

## Biografía
Willem nació en La Haya y era el hermano menor de Hugo de Groot, quien dirigió sus estudios, haciendo un plan de estudios en una carta datada en Róterdam a 28 de septiembre de 1614, recomendándole lecturas de Aristóteles, de Nicómaco de Gerasa, de Daniel Heinsius, de Cicerón, el origen de las leyes y magistraturas, y siempre se portó con el con gran generosidad.
Willem llegó a ser un cultivado y próspero abogado, y en 1617 fue a Francia a aprender el idioma y se retiró a Senlis donde hizo grandes progresos, y en 1638 hubo un rumor de hacerle pensionario de Delft, pero las condiciones de la plaza ofrecida no le convencieron y declinó.
Willem tan bien como su hermano tuvo por los estudios de teología y escribió algo en versos en el Decálogo felicitándole Hugo Grocio en una carta de 1 de noviembre de 1620 por sus máximas excelentes y sus versos fáciles, y Willem reunió y publicó en 1617, en Leyden, los poemas latinos de su hermano Hugo Grocio, y dejó otras obras escritas como la vida de los abogados de su época, de procedimientos o diligencias criminales, y de derecho natural.

## Obras
- Vitae jurisconsultorum quorum in Pandectis extant nomina, Halae Magdeb, 1718.
- Isasoge ad praxin fori batavici, Lugduni Batav., apud C. Boutesteyn, 1694.
- De principiis juris naturalis enchiridion, Cantabrigiae: J. Creed, 1673.
- Editor de la obra Hug. Grotii Poemata omnia, Amstelodami, 16170.
- Der grooten vocabulaer:...., Róterdam, 1644.
- Inleyding tot de practyck...., 1656.